# Peter Gabriel
Peter Brian Gabriel (Chobham, Inglaterra, 13 de febrero de 1950), más conocido como Peter Gabriel, es un cantautor y productor británico de rock. Fue el vocalista principal y flautista de la banda de rock progresivo Genesis. Fundó este grupo con sus compañeros Tony Banks, Anthony Phillips y Mike Rutherford cuando estudiaba en la escuela secundaria Charterhouse. Tras abandonar Genesis, comenzó una exitosa carrera como solista y más adelante, dirigió sus esfuerzos en la producción y promoción de «World of Music» (WOMAD) así como en desarrollar la distribución de música por métodos digitales. Se ha involucrado en varios esfuerzos humanitarios.
Pionero y emblema de la música rock y pop incursionó en el uso del stage diving; en la aparición en público con trajes y disfraces como parte del espectáculo, hoy en día usados por artistas como Lady Gaga. Promotor del uso innovador de los videoclips con recursos como stop-motion y en vídeos como Sledgehammer; ha sido uno de los primeros en experimentar con la caja de ritmos, combinando elementos étnicos y del rock, entre otros aspectos, lo que hace de Peter Gabriel uno de los artistas más influyentes en la música actual.
En 2007 fue galardonado como un icono BMI en la 57.ª edición de los BMI London Awards por su «influencia generacional en la música». Ganó también un Premio de Música Polar en 2009 y fue introducido en el Salón de la Fama del Rock en 2010 —por haber pertenecido a Genesis—; en 2014 fue nominado e incluido por su obra como solista.

## Biografía
Nació en Chobham, una parroquia civil de Inglaterra. Su padre, Ralph Parton Gabriel fue un ingeniero electricista que participó en el desarrollo de la tecnología de la fibra óptica. Su madre, Edith Irene Allen, de familia con tradición musical, le enseñó a tocar el clarinete a temprana edad. Peter Gabriel asistió a Cable House, una escuela primaria privada en Woking (Surrey), luego a la St Andrews Prep School en Horsell y a partir de 1963, estuvo en Charterhouse School (Godalming).

Tuve ese sueño cuando tenía 11 años, vi una bifurcación en el camino donde podría o ser un actor, o cantante o agricultor. Solía soñar vívidamente entonces… Nunca pensé que sería un cantante, porque no pensé que podía cantar.
Peter Gabriel en 1986

## Trayectoria

### Genesis
Peter Gabriel fundó el grupo musical de rock sinfónico progresivo Genesis en 1967 con sus compañeros de secundaria Tony Banks, Mike Rutherford, Anthony Phillips y Chris Stewart. El nombre fue sugerido por su compañero de secundaria Jonathan King, productor de su debut, From Genesis to Revelation.
Genesis llamó la atención en el Reino Unido, le siguieron Italia, Bélgica, Alemania y otros países europeos. Una de sus propuestas importantes fue el impresionante despliegue escénico de Peter Gabriel, que incluía trajes extravagantes e historias cómicas, casi oníricas, con las cuales el grupo introducía cada canción.

### Salida deGenesis
La salida de Peter Gabriel de Genesis fue el resultado de numerosos factores:
1. Su estatus como el cantante principal y la atención generada por su puesta en escena produjeron tensiones entre la banda.[31]
2. Las tensiones aumentaron con el ambicioso álbum The Lamb Lies Down on Broadway, y su gira, en los cuales Peter Gabriel había escrito la totalidad de las letras, excepto una canción.[32]
3. Durante el proceso de composición y grabación, el director de El Exorcista, William Friedkin contactó con Peter Gabriel luego de quedar impactado con la historia que contenía el álbum Genesis Live.[33] El interés de Peter Gabriel en realizar una película con Friedkin fue otro factor en su decisión de dejar Genesis.[34] Esta decisión fue tomada antes de la gira de The Lamb, pero Peter Gabriel decidió continuar en la banda para concluir la gira.[35] Aunque las tensiones fueron altas, Peter Gabriel se fue de la banda en forma amigable, permitiendo que estos siguieran trabajando.[35]
4. El punto definitivo vino con el difícil embarazo de la esposa de Peter Gabriel, Jill, y el siguiente nacimiento de su primera hija, Anna.[33] Cuando él optó en quedarse con su familia en vez de grabar y salir de gira, el resentimiento del resto de la banda llevó a Peter Gabriel a terminar definitivamente su estadía.[33] Su primer éxito fue la canción «Solsbury Hill», en la que expresa sus sentimientos al dejar Genesis.[36] «Solsbury Hill» apareció en el aclamado Peter Gabriel I: Car.

En 1982, Peter Gabriel se reunió con sus excompañeros de banda, Genesis, para un único concierto denominado Six of the Best.

### Trajes
En un documental británico de la BBC, Seven Ages of Rock, Phil Collins rememoró la primera aparición de Peter Gabriel disfrazado de zorro con vestido, inmortalizado en la carátula de Foxtrot. Sin conocimiento previo de la vestimenta innovadora de Peter Gabriel, Steve Hackett y el resto de la banda temieron que arruinase la presentación; sin embargo, el resultado fue realmente exitoso. Peter Gabriel siguió usando disfraces. Entre sus más famosos trajes, los mismos que desarrolló para representar las ideas musicales de la banda, se encuentra «Batwings» (alas de murciélago) para la canción Watcher of the Skies. Otros trajes famosos son «The Flower» (la flor) y «Magog», los cuales fueron ideados para la multi-parte y épica Supper's Ready, de Foxtrot.
1. «Britannia» fue creada para Dancing with the Moonlit Knight, y «The Reverend», para The Battle of Epping Forest, ambas canciones del Selling England by the Pound.[41]
2. «The Old Man» (el anciano) fue ideado para el clímax en la canción The Musical Box, de su tercer álbum Nursery Cryme.[42]
3. «The Slippermen» y «Rael» nacieron durante The Lamb Lies Down on Broadway, en el cual Rael era el protagonista de la historia del álbum, y «The Slippermen» era el mismo pero en una fase deforme, con partes de su cuerpo exageradas debido a una orgía con Las Lamias.[41]

## Carrera como solista

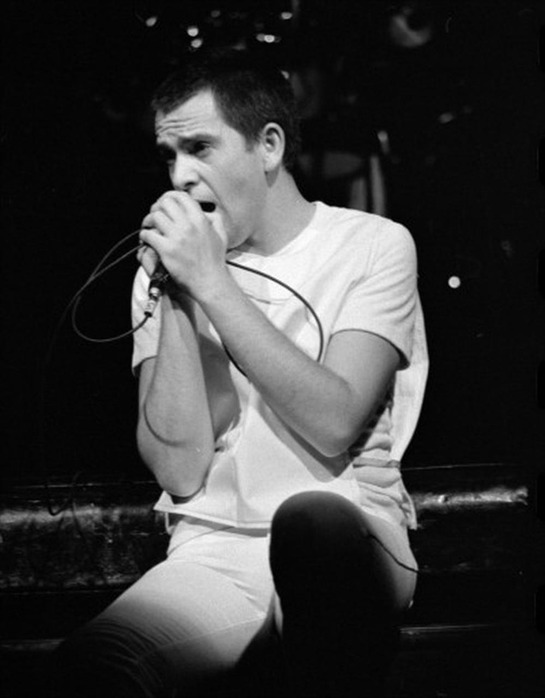
Peter Gabriel, en 1978.

Peter Gabriel rehusó darle un título a sus primeros cuatro álbumes, los cuales se llamaron todos Peter Gabriel usando distintas carátulas —por Hipgnosis—, estos diseños fueron notables por el hecho de que la cara de Peter Gabriel está tapada o parcialmente oscurecida de alguna forma. Usualmente los álbumes son diferenciados por el orden de salida (I, II, III, IV) y por su diseño de portada, los tres primeros son conocidos como Car (automóvil), Scratch (rayón) y Melt (derretido) respectivamente, en referencia a sus portadas. Su cuarto álbum, llamado también Peter Gabriel, fue titulado Security en los Estados Unidos, aunque también es conocido como Mask (máscara).
En la década de los 80 fue pionero en la fusión con todo tipo de músicas étnicas y no es extraño encontrar en sus temas percusiones de absoluta inspiración africana, y guiños a otras culturas. Sobresaliente en ello resulta su álbum Passion (1989). Luego de verse obligado a colocarle nombre a sus discos, usó una serie de palabras de dos letras para titular sus álbumes siguientes: So, Us y Up.
Aunque logró críticas muy favorables y aceptable de éxito comercial desde los comienzos de su carrera solista, (Games Without Frontiers de su tercer álbum y Shock The Monkey del cuarto), logró el máximo éxito comercial y popularidad con las canciones de su disco de 1986 So, en particular con Sledgehammer y Big time. Compuso e interpretó su segunda banda sonora para cine, Passion, para La última tentación de Cristo —película de Martin Scorsese—.
Su siguiente disco, Us, producido seis años después, reflejó los problemas personales que atravesaron su vida (su divorcio y una relación conflictiva con su primera hija). Tras un paréntesis de siete años, Gabriel regresó con la puesta en escena para el Millennium Dome en Londres, en 1999. La música para la película Rabbit Proof Fence en 2001 y finalmente su disco Up (2002). También colaboró en el año 2004 con el tema central del juego Myst IV: Revelation —Curtains, cara B del sencillo Big Time procedente del álbum So—. Su canción Big Time fue utilizada como tema oficial de WWE WrestleMania 22 en el 2006.
En el año 2009, Gabriel grabó Scratch My Back, un álbum de canciones versionadas de varios artistas, incluyendo David Bowie, Lou Reed, Arcade Fire, Radiohead, Regina Spektor y Neil Young. El concepto original era que Gabriel haría las canciones versionadas de los artistas si ellos, a su vez, hacían lo mismo con sus canciones (las de Gabriel) para un álbum publicado simultáneamente como I'll Scratch Yours, pero varios participantes declinaron o se tardaron en entregar las canciones, por lo que se pausó el proyecto. Gabriel evitó usar la batería y la guitarra a favor de arreglos orquestales, y alteró su método usual de componer terminando la grabación de la voz primero y luego la canción, para lo que colaboró con John Metcalfe. Publicado en febrero de 2010, Scratch My Back alcanzó la posición N.º 12 en el Reino Unido. Gabriel realizó una gira mundial llamada New Blood Tour desde marzo de 2010 hasta julio de 2012 con una orquesta de 54 instrumentos junto a su hija Melanie y la cantante Ane Brun como vocalistas de apoyo. El álbum complementario, And I'll Scractch Yours, se publicó en septiembre de 2013.
Durante el New Blood Tour, Gabriel decidió expandir el concepto de Scratch My Back y, con la ayuda de Metcalfe, regrabó un conjunto de sus propias canciones junto a una orquesta. El resultado, New Blood, fue publicado en octubre de 2011.
En septiembre de 2012, Gabriel comenzó su gira Back to Front Tour que incluía todas las canciones de su disco So, junto a los músicos que habían tocado en el mismo, en el aniversario 25 del álbum. Cuando la primera parte de la gira terminó un mes después, Gabriel se tomó un año de vacaciones para viajar por el mundo con sus hijos. La gira continuó en Europa desde septiembre de 2013 hasta diciembre de 2014.
En 2016, apareció en la canción "A.I." de la banda estadounidense de pop rock OneRepublic de su cuarto álbum de estudio Oh My My.
El 16 de junio de 2016 hizo público un nuevo sencillo titulado «I'm Amazing» ―su primera composición original desde 2013―, que fue inspirada parcialmente por la vida y las dificultades a las que se enfrentó Muhammad Ali.
Gabriel resurgió en 2019 con el lanzamiento de Rated PG, una recopilación de canciones que fueron creadas para bandas sonoras de películas a lo largo de su carrera. La selección de canciones abarca más de 30 años e incluye temas que nunca antes se habían publicado en un álbum oficial de Gabriel, como «Down to Earth» (de WALL-E) y «That'll Do» (de Babe: Pig in the City) —una colaboración con Randy Newman nominada al Oscar—. Inicialmente sólo se lanzó en vinilo para el Record Store Day el 13 de abril, el álbum fue finalmente lanzado en los servicios de streaming digital a finales de ese mes. Más tarde ese mismo año, Gabriel publicó otro lanzamiento digital el 13 de septiembre titulado Flotsam and Jetsam, una colección de caras Bs, remezclas y rarezas que abarcan toda la carrera en solitario de Gabriel desde 1976 hasta 2016, incluyendo su primera grabación en solitario, una versión de la canción de los Beatles «Strawberry Fields Forever».
En 2002, Gabriel había estado trabajando continuamente en lo que había dado el título provisional de I/O, su décimo álbum de estudio, en el que había empezado a trabajar ya en 1995. En un principio iba a publicarse 18 meses después de Up, pero las giras alejaron el lanzamiento. En 2005 concedió una entrevista a Rolling Stone en la que afirmaba que tenía 150 canciones en distintas fases. De 2013 a 2016, publicó regularmente en las redes sociales sobre la grabación del nuevo álbum. En 2019, habló en BBC Radio 6 sobre cómo se había tomado un descanso de hacer música debido a que su mujer estaba enferma, pero había empezado a retomarla ahora que se había recuperado. En 2021, fue entrevistado en múltiples ocasiones sobre su nuevo álbum, y reveló que había estado grabando con Manu Katché, Tony Levin y David Rhodes en 17 nuevas canciones.
En noviembre de 2022, Gabriel anunció su próximo «I/O The Tour» para la primavera de 2023 a través de varias ciudades europeas, con fechas posteriores por confirmar para el tramo estadounidense de la gira para finales del verano/otoño de 2023. Este anuncio también confirmó el nombre del próximo álbum que será estilizado como I/O. El primer sencillo del álbum, «Panopticom», fue lanzado digitalmente el 6 de enero de 2023. Una nueva pieza del álbum será lanzada en la fecha de cada luna llena en 2023, así como una mezcla diferente de la canción en cada luna nueva de 2023, comenzando con la Dark Side Mix de «Panopticom». El 5 de febrero, Gabriel lanzó «The Court», el segundo sencillo del álbum. El 7 de marzo, Gabriel lanzó el tercer sencillo, «Playing for Time». Un arreglo básico de la canción con sólo Gabriel al piano y Levin al bajo ya había abierto los conciertos de la Gira Back to Front, con el nombre de «Daddy Long Legs». La canción «I/O» fue el cuarto sencillo lanzado el 6 de abril. El 5 de mayo, Peter Gabriel lanzó el quinto sencillo del álbum, «Four Kinds of Horses», un tema que es una colaboración con Brian Eno y Richard Russell. El sexto sencillo, «Road to Joy», se publicó el 4 de junio. Se publicaron seis sencillos más, por separado, en los seis meses siguientes: «So Much», «Olive Tree», «Love Can Heal», «Este es el hogar», “And Still” y “Vive y deja vivir”-antes de que “”I/O“” se publicara finalmente el 1 de diciembre de 2023. 
Un día antes del lanzamiento de I/O, Gabriel dijo a The New York Times que no espera que un álbum de seguimiento (que describió como su «proyecto cerebral») tarde otros 21 años, diciendo que «hay un montón de cosas en la lata», pero añadió que el material aún no está terminado. 
Además, Gabriel declaró en su vídeo de actualización de Full Moon de noviembre de 2023 que el tema «What Lies Ahead» estará en «el próximo disco». Interpretó «What Lies Ahead» varias veces en 2023 y fue candidata a I/O.

### Gira sinfónica
La gira se dividió entre canciones prestadas de artistas como Lou Reed y Talking Heads (incluidas en Scratch My Back, 2010), y cuando el músico revisó canciones de su discografía.

## Vida privada
Tiene dos hijas de su primer matrimonio, Melanie y Anna; aparte, dos hijos del segundo, Ralph Isaac y Luc. Melanie fue cantante de apoyo en el tour Growing Up y Anna realizó la película Growing Up on Tour: A Family Portrait.

## Activismo
La figura de Peter Gabriel se encuentra estrechamente ligada a los festivales WOMAD, su éxito con el álbum So le permitió fundar la discográfica Real World que ha permitido difundir la denominada música del mundo. Más allá de tener la mera condición de músico, ha estado comprometido a lo largo de casi toda su carrera en la lucha contra las injusticias y los problemas sociales más variados, tales como la pobreza y la discriminación en Sudáfrica, y su postura defensora de los derechos humanos, haciendo oír su voz a menudo en los foros internacionales. En esta misma línea se puede mencionar su participación en la gira mundial de Amnistía Internacional para celebrar el aniversario de la Declaración Universal de los Derechos Humanos en 1998.

## Discografía
| - 1977: Peter Gabriel I (Car, automóvil). - 1978: Peter Gabriel II (Scratch, rasguño) - 1980: Peter Gabriel III (Melt, cara derretida) - 1982: Peter Gabriel IV (Security, seguridad) - 1986: So (álbum) - 1992: Us (álbum de Peter Gabriel) - 2002: Up (álbum de Peter Gabriel) - 2010: Scratch my back - 2011: New Blood - 2023: i/O - 1990: Shaking the Tree - 1992: Peter Gabriel Revisited - 2003: Hit - 2013: And I'll Scratch Yours - 2019: Rated PG - 2019: Flotsam and Jetsam - 1983: Peter Gabriel Plays Live (existen dos versiones en CD, una completa y una de highlights) - 1994: Secret World Live - 2012: Live Blood - 2014: Back to Front: Live in London - 2019: Growing Up Live (2003) | - 1985: Birdy (Music from the Film) (banda sonora de la película Alas de libertad, de Alan Parker) - 1989: Passion: Music for The Last Temptation of Christ (banda sonora de la película de Martin Scorsese) - 2000: OVO - 2002: Long Walk Home: Music from the Rabbit-Proof Fence - 1984: Against All Odds (Banda sonora de la película: participó con el tema Walk Through The Fire) - 1993: Philadelphia (banda sonora de la película: participó con el tema Lovetown) - 1995: Babe (banda sonora de la película: participó con That'll do) - 1996: Phenomenon (en la película se incluyó una nueva versión de su pieza titulada I Have The Touch) - 1998: Brimstone (tema principal de la serie) - 2008: WALL·E (banda sonora de la película: escribió e interpretó la canción Down to Earth) - 2008: Big Blue Ball (álbum colaborativo con otros músicos). - 2016: A.I. junto a OneRepublic, en el álbum Oh My My. - 2022: Unconditional II (Race and Religion) junto a Arcade Fire en el álbum WE. | - 1990: PoV (VHS de un concierto del tour para promocionar So en 1987, y que, además, incluía algunos vídeos grabados por el propio Gabriel) - 1994: Secret World Live (DVD de un concierto del tour Secret World 1993/94) - 2003: Growing Up (DVD de un concierto del tour Growing Up 2002/03) - 2004: Play (DVD de recopilación con todos sus vídeos musicales, incluyendo vídeos extra y sonido remasterizado) - 2005: Still Growing Up, Live And Unwrapped (2 DVD, 13 temas de varios conciertos en festivales de verano, con 7 canciones no incluidas en Growing Up y en el segundo, sus comentarios) - 2011: New Blood: Live in London (DVD del concierto en el Teatro Hammersmith Apollo de Londres 03/2011 con la New Blood Orchestra). - 2013: Live in Athens 1987 (disponible en DVD y Blu-Ray) - 2014: Back To Front: Peter Gabriel Live (disponible en DVD y Blu-ray, se trata de una grabación —en el formato 4K de Sony— de un concierto en el O2, en octubre de 2013). |

## Premios

### Óscar
| Año  | Categoría              | Película | Resultado |
| ---- | ---------------------- | -------- | --------- |
| 2009 | Mejor canción original | WALL·E   | Candidato |

### Globos de Oro
| Año  | Categoría              | Película                      | Resultado |
| ---- | ---------------------- | ----------------------------- | --------- |
| 1989 | Mejor banda sonora     | The Last Temptation of Christ | Candidato |
| 2003 | Mejor banda sonora     | Rabbit-Proof Fence            | Candidato |
| 2008 | Mejor canción original | WALL·E                        | Candidato |

### Grammy
| Año  | Trabajo                                             | Categoría                                                                                              | Resultado |
| ---- | --------------------------------------------------- | --- | --------- |
| 1983 | «Shock The Monkey»                                  | Mejor interpretación vocal de rock masculina                                                           | Nominado  |
| 1987 | «So»                                                | Álbum del año                                                                                          | Nominado  |
| 1987 | «Sledgehammer»                                      | Mejor grabación del año                                                                                | Nominado  |
| 1987 | «Sledgehammer»                                      | Canción del año                                                                                        | Nominado  |
| 1987 | «Sledgehammer»                                      | Mejor interpretación vocal de rock masculina                                                           | Nominado  |
| 1990 | «Passion - Music For The Last Temptation Of Christ» | Mejor álbum de new age                                                                                 | Ganador   |
| 1990 | «Passion - Music For The Last Temptation Of Christ» | Mejor Álbum original o de fondo Puntuación instrumental escrita para una película o televisión         | Nominado  |
| 1992 | «PoV»                                               | Mejor video musical de formato largo                                                                   | Nominado  |
| 1993 | «Digging in the Dirt»                               | Mejor video musical de formato corto                                                                   | Ganador   |
| 1993 | «Us»                                                | Mejor interpretación vocal pop masculina                                                               | Nominado  |
| 1993 | «Digging in the Dirt»                               | Mejor canción de rock                                                                                  | Nominado  |
| 1993 | «Digging in the Dirt»                               | Mejor interpretación vocal de rock masculina                                                           | Nominado  |
| 1994 | «Steam»                                             | Mejor interpretación vocal de rock solista                                                             | Nominado  |
| 1994 | «Steam»                                             | Mejor video musical de formato corto                                                                   | Ganador   |
| 1995 | «Red Rain»                                          | Mejor interpretación vocal de rock masculina                                                           | Nominado  |
| 1996 | «Secret World Live»                                 | Mejor video musical de formato largo                                                                   | Ganador   |
| 2003 | «The Barry Williams Show»                           | Mejor interpretación vocal de rock masculina                                                           | Nominado  |
| 2009 | «Down to Earth» de WALL·E                           | Mejor canción escrita para una película, televisión u otro medio visual (compartido con Thomas Newman) | Ganador   |
| 2009 | «Define Dancing»                                    | Mejor arreglo instrumental o a capela                                                                  | Ganador   |
| 2017 | «The Veil» de Snowden                               | Mejor canción escrita para una película, televisión u otro medio visual                                | Nominado  |
| 2025 | «i/O»                                               | Mejor álbum con sonido envolvente (como productor de sonido envolvente)                                | Ganador   |

### Ivor Novello
| Año  | Trabajo                                           | Categoría                           | Resultado |
| ---- | ------------------------------------------------- | ----------------------------------- | --------- |
| 1987 | "Don't Give Up"                                   | Mejor Canción Musical y Líricamente | Ganador   |
| 1987 | "Sledgehammer"                                    | Mejor canción contemporánea         | Nominado  |
| 2003 | Long Walk Home: Music from the Rabbit-Proof Fence | Mejor canción para una banda sonora | Nominado  |
| 2007 | Él mismo                                          | Lifetime Achievement Award          | Ganador   |